# 200 meter ryggsim för herrar i simning vid olympiska sommarspelen 2020
Herrarnas 200 meter ryggsim vid olympiska sommarspelen 2020 avgjordes 28–30 juli 2021 i Tokyo Aquatics Centre.
Det var 16:e gången 200 meter ryggsim fanns med som en gren vid OS. Grenen hölls för första gången år 1900, men hölls därefter inte igen förrän vid OS 1964. Den har därefter varit med i varje upplaga av olympiska sommarspelen.

## Rekord
Före tävlingarna gällde dessa rekord:
| Världsrekord     | Aaron Peirsol (USA) | 1.51,92 | Rom, Italien           | 31 juli 2009   | [ 2 ] [ 3 ] |
| Olympiskt rekord | Tyler Clary (USA)   | 1.53,41 | London, Storbritannien | 2 augusti 2012 | [ 4 ]       |

Följande rekord slogs under tävlingen:
| Datum   | Tävling | Namn           | Nation | Tid     | Rekord |
| ------- | ------- | -------------- | ------ | ------- | ------ |
| 30 juli | Final   | Jevgenij Rylov | ROC    | 1.53,27 | 0OR0   |

## Schema
Alla tiderna är UTC+9.
| Datum        | Tid   | Omgång      |
| ------------ | ----- | ----------- |
| 28 juli 2021 | 19:21 | Försöksheat |
| 29 juli 2021 | 11:04 | Semifinaler |
| 30 juli 2021 | 10:50 | Final       |

## Resultat

### Försöksheat
Simmarna med de 16 bästa tiderna gick vidare till semifinal.
| Placering | Heat | Bana | Namn                 | Nationalitet   | Tid     | Noteringar |
| --------- | ---- | ---- | -------------------- | -------------- | ------- | ---------- |
| 1         | 2    | 4    | Luke Greenbank       | Storbritannien | 1.54,63 | Q          |
| 2         | 4    | 4    | Jevgenij Rylov       | ROC            | 1.56,02 | Q          |
| 3         | 4    | 5    | Bryce Mefford        | USA            | 1.56,37 | Q          |
| 4         | 2    | 1    | Lee Ju-ho            | Sydkorea       | 1.56,77 | Q          |
| 5         | 1    | 4    | Grigorij Tarasevitj  | ROC            | 1.56,82 | Q          |
| 6         | 2    | 6    | Radosław Kawęcki     | Polen          | 1.56,83 | Q          |
| 7         | 3    | 4    | Ryan Murphy          | USA            | 1.56,92 | Q          |
| 8         | 2    | 5    | Ryosuke Irie         | Japan          | 1.56,97 | Q          |
| 9         | 4    | 3    | Keita Sunama         | Japan          | 1.57,07 | Q          |
| 10        | 4    | 2    | Tristan Hollard      | Australien     | 1.57,24 | Q          |
| 11        | 3    | 6    | Roman Mityukov       | Schweiz        | 1.57,45 | Q          |
| 12        | 4    | 6    | Brodie Williams      | Storbritannien | 1.57,48 | Q          |
| 13        | 4    | 8    | Nicolás García       | Spanien        | 1.57,62 | Q          |
| 14        | 2    | 3    | Ádám Telegdy         | Ungern         | 1.57,70 | Q          |
| 15        | 3    | 5    | Xu Jiayu             | Kina           | 1.57,76 | Q, WD      |
| 16        | 2    | 7    | Markus Thormeyer     | Kanada         | 1.57,85 | Q          |
| 17        | 3    | 3    | Yohann Ndoye Brouard | Frankrike      | 1.57,96 | Q          |
| 18        | 4    | 7    | Jan Čejka            | Tjeckien       | 1.58,02 |            |
| 19        | 4    | 1    | Christian Diener     | Tyskland       | 1.58,27 |            |
| 20        | 3    | 2    | Matteo Restivo       | Italien        | 1.58,36 |            |
| 21        | 1    | 5    | Martin Binedell      | Sydafrika      | 1.58,47 |            |
| 22        | 3    | 1    | Francisco Santos     | Portugal       | 1.58,58 |            |
| 23        | 2    | 8    | Berke Saka           | Turkiet        | 1.58,66 |            |
| 24        | 2    | 2    | Kalojan Lefterov     | Bulgarien      | 1.58,96 |            |
| 25        | 3    | 7    | Mewen Tomac          | Frankrike      | 1.59,02 |            |
| 26        | 1    | 6    | Robert Glință        | Rumänien       | 1.59,18 |            |
| 27        | 3    | 8    | Jakub Skierka        | Polen          | 1.59,30 |            |
| 28        | 1    | 3    | Yakov Toumarkin      | Israel         | 1.59,65 |            |
| 29        | 1    | 2    | Merdan Ataýew        | Turkmenistan   | 2.03,68 |            |

### Semifinaler
Simmarna med de 8 bästa tiderna gick vidare till final.
| Placering | Heat | Bana | Namn                 | Nationalitet   | Tid     | Noteringar |
| --------- | ---- | ---- | -------------------- | -------------- | ------- | ---------- |
| 1         | 1    | 4    | Jevgenij Rylov       | ROC            | 1.54,45 | Q          |
| 2         | 2    | 4    | Luke Greenbank       | Storbritannien | 1.54,98 | Q          |
| 3         | 2    | 6    | Ryan Murphy          | USA            | 1.55,38 | Q          |
| 4         | 1    | 1    | Ádám Telegdy         | Ungern         | 1.56,19 | Q          |
| 5         | 2    | 1    | Nicolás García       | Spanien        | 1.56,35 | Q          |
| 6         | 2    | 5    | Bryce Mefford        | USA            | 1.56,37 | Q          |
| 7         | 1    | 3    | Radosław Kawęcki     | Polen          | 1.56,68 | Q          |
| 8         | 1    | 6    | Ryosuke Irie         | Japan          | 1.56,69 | Q          |
| 9         | 1    | 8    | Yohann Ndoye Brouard | Frankrike      | 1.56,83 |            |
| 10        | 1    | 2    | Tristan Hollard      | Australien     | 1.56,92 |            |
| 11        | 1    | 5    | Lee Ju-ho            | Sydkorea       | 1.56,93 |            |
| 12        | 2    | 3    | Grigorij Tarasevitj  | ROC            | 1.57,06 |            |
| 13        | 2    | 7    | Roman Mityukov       | Schweiz        | 1.57,07 |            |
| 14        | 2    | 2    | Keita Sunama         | Japan          | 1.57,16 |            |
| 15        | 1    | 7    | Brodie Williams      | Storbritannien | 1.57,73 |            |
| 16        | 2    | 8    | Markus Thormeyer     | Kanada         | 1.59,36 |            |

### Final
| Placering | Bana | Namn             | Nationalitet   | Tid     | Noteringar |
| --------- | ---- | ---------------- | -------------- | ------- | ---------- |
| 1         | 4    | Jevgenij Rylov   | ROC            | 1.53,27 | 0OR0       |
| 2         | 3    | Ryan Murphy      | USA            | 1.54,15 |            |
| 3         | 5    | Luke Greenbank   | Storbritannien | 1.54,72 |            |
| 4         | 7    | Bryce Mefford    | USA            | 1.55,49 |            |
| 5         | 6    | Ádám Telegdy     | Ungern         | 1.56,15 |            |
| 6         | 1    | Radosław Kawęcki | Polen          | 1.56,39 |            |
| 7         | 8    | Ryosuke Irie     | Japan          | 1.57,32 |            |
| 8         | 2    | Nicolás García   | Spanien        | 1.59,06 |            |